# 望月重
望月 重（もちづき しげる、1931年2月5日 - 2015年4月22日）は、建築工学者。
静岡県三島市出身。1954年早稲田大学理工学部建築学科卒。1964年同大学院博士課程中退、67年「鉄筋コンクリート壁体の耐震設計に関する研究」で工学博士。一級建築士。1962年武蔵工業大学助教授、71年教授、2001年定年退任、名誉教授。2007年日本建築学会教育賞（教育業績）受賞。専門は建築構造学。

## 著書
- 『構造力学 第2』学献社 1965
- 『建築工学のための数学』鹿島出版会 1975
- 『サルバドリーとワイドリンガー・アソシエイツ』建築技術 2000
- 『ビルはなぜ建っているかなぜ壊れるか 現代人のための建築構造入門』文春新書 2003
- 『耐震壁ものがたり』鹿島出版会 2009

### 共編著
- 『建築構造学 4 鉄筋コンクリート構造』松井源吾,藤本一郎共著　鹿島研究所出版会 1969
- 『建築構造学 3 板構造』谷資信等共著 鹿島研究所出版会 1969
- 『海洋建築物の設計と実際』小林浩共著 鹿島出版会 1976
- 『現代世界の構造デザイナー アメリカ編』石田邦生共著 鹿島出版会 1979
- 『建築構造のための力学演習』浜本卓司共著 鹿島出版会 1993

### 翻訳
- M.サルバドリー, R.ヘラー『建築の構造』鹿島研究所出版会 1968
- M.サルバドリー, M.レヴイ『建築の構造設計』鹿島研究所出版会 1969
- M.サルバドリー『建築の構造力学』鹿島研究所出版会 1972.
- マリオ・サルバドリー『建物はどうして建っているか 構造-重力とのたたかい』鹿島出版会 1980
- マリオ・サルバドリー『建築構造のはなし 原理と応用』北島哲男共訳 鹿島出版会 1982
- マッシス・レヴィ,マリオ・サルバドリー『建物が壊れる理由 構造の崩壊-その真相にせまる』槙谷栄次共訳 建築技術 1995
- マッシス・レヴィ,マリオ・サルバドリー『大地が揺れる理由』建築技術 1996
- マッシス・レヴィ,マリオ・サルバドリー『ゲームで学ぶ地震のふしぎ』星聡美共訳 建築技術 1998
- マッシス・レヴィ,リチャード・パンチク『都市ができるまで インフラストラクチュアからみた都市のはなし』星聡美共訳 森北出版 2001
- マッシス・レヴィ『なぜ風は吹くのか 気候変動の歴史と地球温暖化』濱本卓司共訳 鹿島出版会 2008

## 論文
- Cinii

## 注
1. ↑  望月重氏死去：東京新聞
2. ↑  『現代日本人名録』
3. ↑  訃報では東京都市大学名誉教授となっている。